# Trực thăng chiến đấu

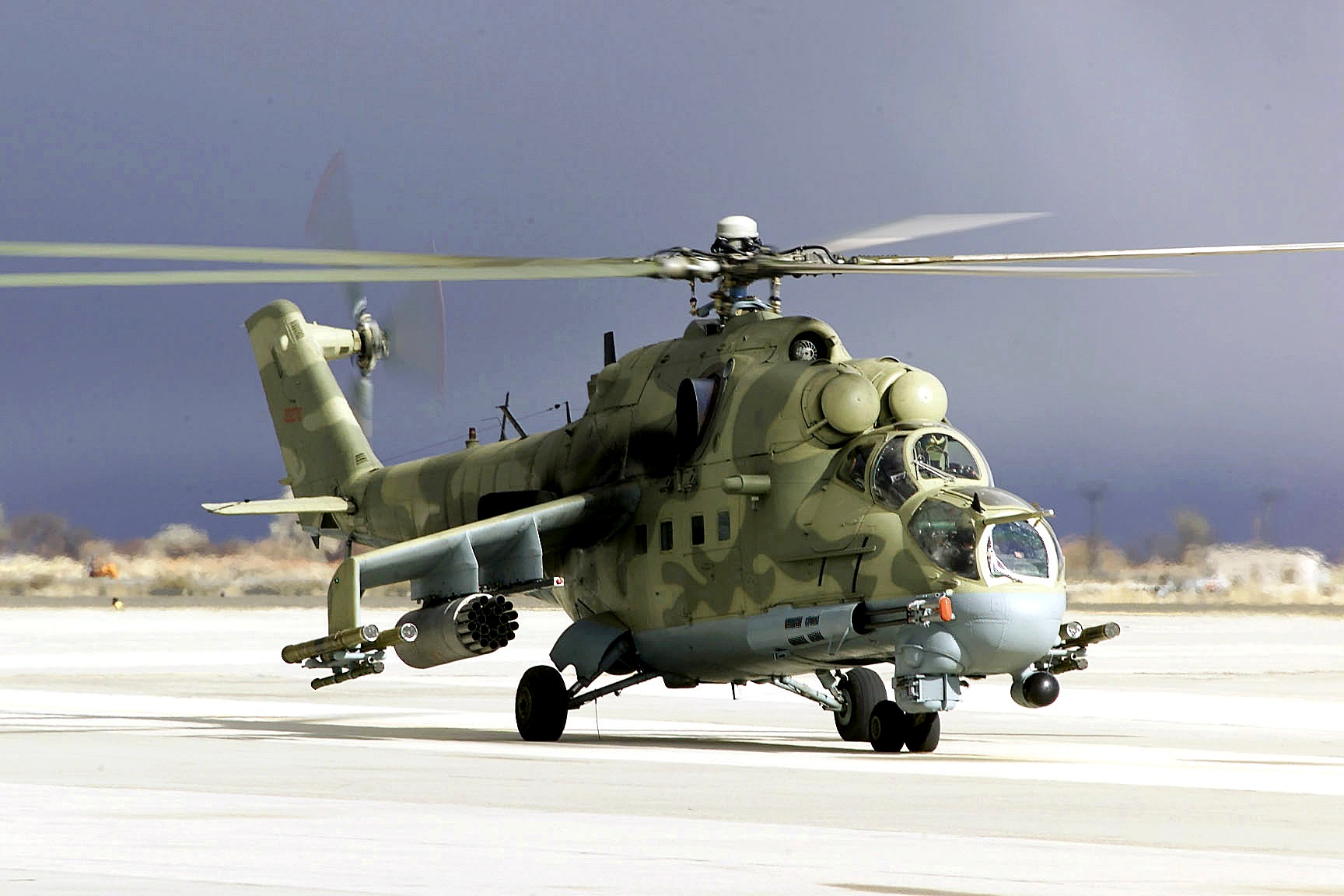
Một chiếc trực thăng chiến đấu Mil Mi-24 của Nga.

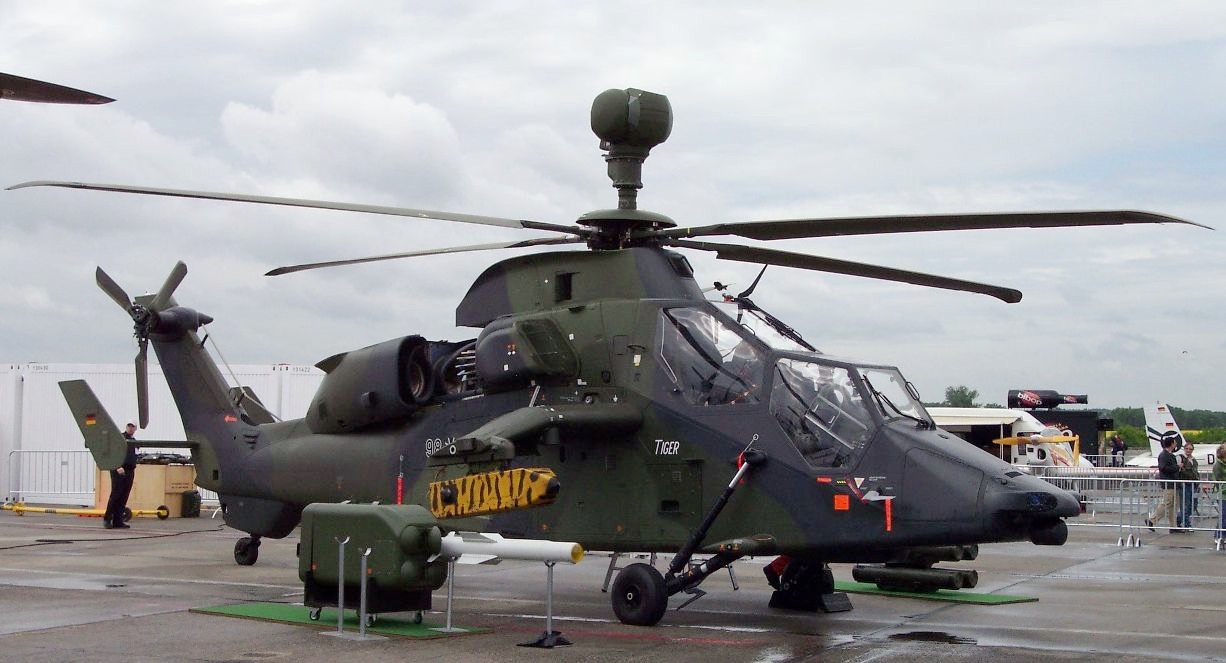
Chiếc Tiger UHT hiện đại của Quân đội Đức

Một chiếc trực thăng chiến đấu, là một trực thăng quân sự được trang bị để tấn công các mục tiêu trên mặt đất như bộ binh, phương tiện bọc thép và các công trình của đối phương bằng pháo tự động, súng máy, rocket, và các loại tên lửa dẫn đường chính xác như Hellfire. Nhiều máy bay trực thăng chiến đấu cũng có khả năng mang tên lửa không đối không, dù chủ yếu chỉ cho mục đích tự vệ. Ngày nay trực thăng chiến đấu có hai vai trò chính: thứ nhất, đảm bảo hỗ trợ gần trên không trực tiếp và chính xác cho bộ binh, thứ hai, nhiệm vụ chống tăng và những điểm tập trung xe thiết giáp địch. Các máy bay trực thăng chiến đấu hạng nhẹ cũng được dùng cho vai trò trinh sát vũ trang.

## Lịch sử
Các loại vũ khí trang bị trên máy bay trực thăng được bắt đầu áp dụng từ cuộc Chiến tranh Triều Tiên, và tiếp tục xuất hiện trong cả các cuộc chiến tranh Việt Nam và Algeri, dưới hình thức trực thăng vũ trang hạng nặng (gunship): các trực thăng quân sự phục vụ nhiều mục đích được sửa đổi để mang các loại vũ khí khác nhau. Trong Chiến tranh Việt Nam, chiếc máy bay đầu tiên được chế tạo để trở thành trực thăng chiến đấu là chiếc AH-1 Cobra, với nhiệm vụ hỗ trợ gần trên không. Sau Việt Nam, đặc biệt trong thập niên 1990, trong quân đội Mỹ và Liên Xô những chiếc trực thăng chiến đấu ngày càng chuyên biệt cho nhiệm vụ chống tăng. Lính thủy đánh bộ Mỹ tiếp tục để máy bay trực thăng, cũng như các máy bay cánh cứng của họ giữ vai trò hỗ trợ gần trên không, dù họ đã thực sự có một chiếc chuyên cho nhiệm vụ này là loại AH-1 Cobra và AH-1 Super Cobra. Các máy bay trực thăng Xô viết vẫn duy trì cả chức năng chở quân chứ không chỉ có nhiệm vụ tấn công.
Tuy máy bay trực thăng chứng tỏ khả năng tiêu diệt xe tăng cao ở Trung Đông, những chiếc trực thăng chiến đấu thường là đa nhiệm. Các chiến thuật, như tank plinking, cho thấy máy bay cánh cứng cũng có thể đảm nhiệm tốt vai trò diệt tăng, nhưng trực thăng vẫn có ưu thế bay thấp, tốc độ chậm để hỗ trợ gần trên không. Những chiếc trực thăng chế tạo cho các mục vụ chuyên biệt khác đã được phát triển cho các phi vụ chiến dịch đặc biệt, gồm chiếc MH-6 cho nhiệm vụ hỗ trợ cực gần.
Vai trò "tấn công sâu" của những chiếc trực thăng tấn công hoạt động động lập đã bị đặt câu hỏi sau một phi vụ bất thành, trong cuộc tấn công Karbala Gap thuộc Chiến tranh vùng Vịnh năm 2003
. Một phi vụ thứ hai trong cùng thời điểm, chỉ bốn ngày sau đó nhưng được phối hợp với pháo binh và máy bay cánh cứng, 
 thành công hơn rất nhiều với tổn thất tối thiểu.

## Trực thăng chiến đấu hiện đại

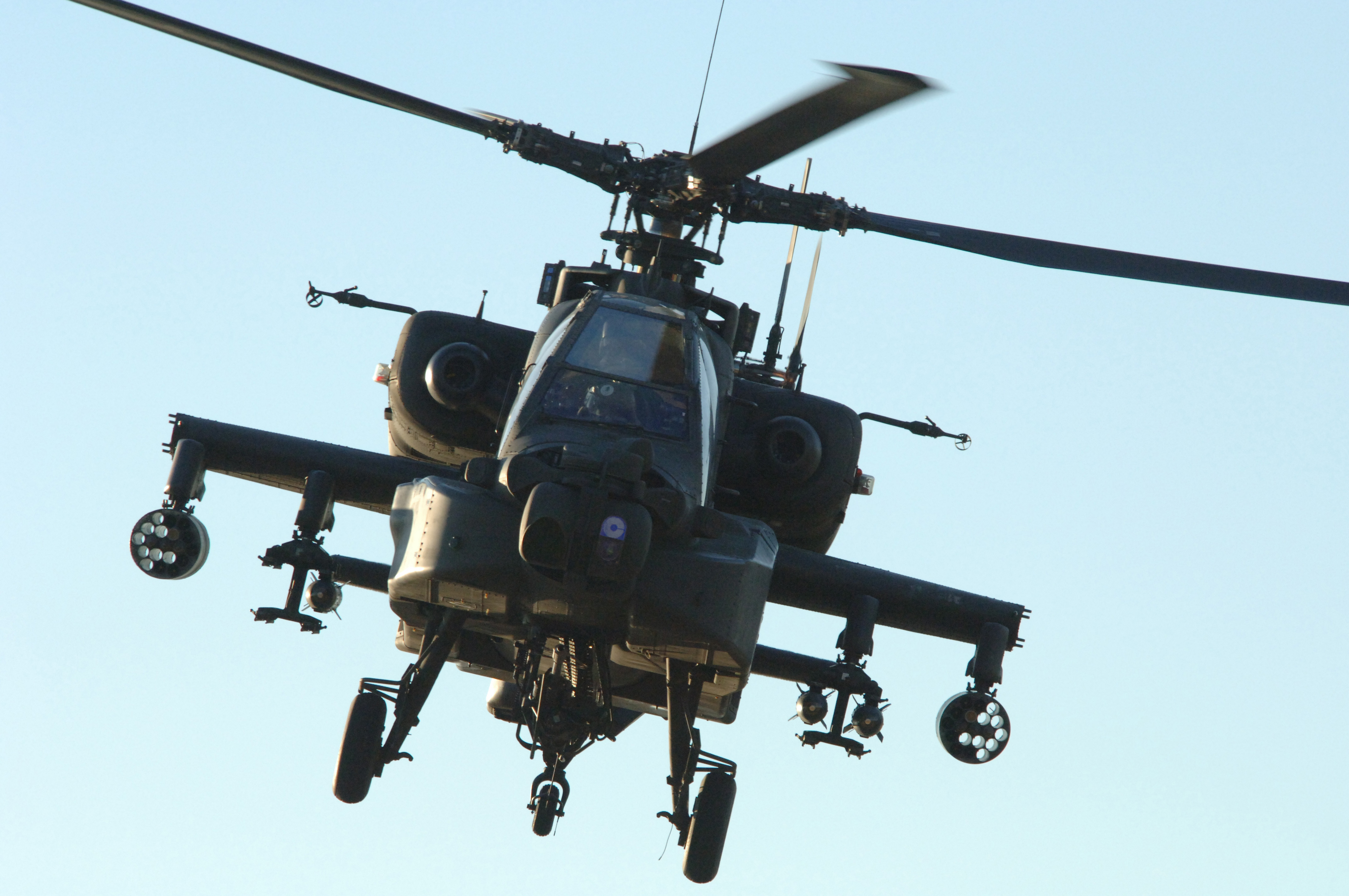
Một chiếc trực thăng AH-64 Apache của Quân đội Mỹ

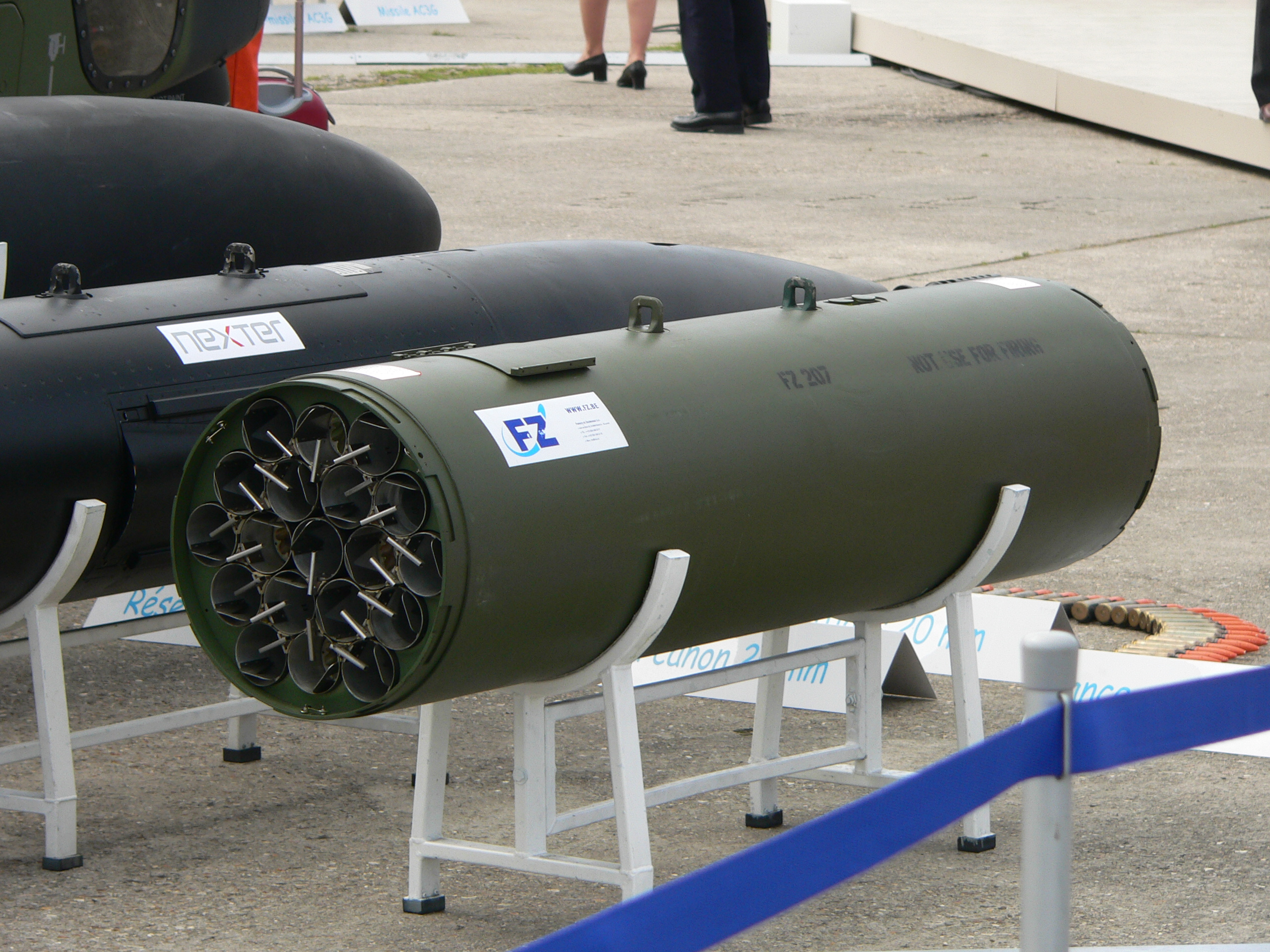
Dàn phóng rocket A 19.

Hồi cuối thập niên 1970 quân đội Mỹ cảm thấy cần phát triển phi đội trực thăng chiến đấu của mình trở nên tinh vi hơn nữa, cho phép chúng hoạt động ở mọi điều kiện thời tiết. Vì vậy, chương trình Trực thăng Chiến đấu Tiên tiến đã được khởi động. Từ chương trình này chiếc Hughes YAH-64 đã được lựa chọn. Người Nga, chứng kiến sự phát triển máy bay của người Mỹ, cũng cảm thấy cần phải có những chiếc trực thăng hiện đại. Các quan chức quân đội đã yêu cầu Kamov và Mil đề xuất thiết kế của họ. Ka-50 giành chiến thắng trong cuộc cạnh tranh, nhưng Mil quyết định tiếp tục phát triển chiếc Mi-28 mà họ đã đệ trình.
Thập niên 1990 có thể được coi là kỷ nguyên đạt thành tựu của những chiếc trực thăng chiến đấu Hoa Kỳ. Chiếc AH-64 Apache được sử dụng nhiều trong Chiến dịch Bão táp Sa mạc với những thành công lớn. Những chiếc Apache đã nổ phát súng đầu tiên của cuộc chiến, phá hủy các địa điểm radar cảnh báo sớm và SAM bằng các tên lửa Hellfire của chúng. Sau này chúng đã thành công trong cả hai vai trò thiết kế của mình, tấn công trực tiếp chống xe thiết giáp địch và hỗ trợ gần trên không cho quân đội. Những cuộc tấn công bằng tên lửa Hellfire cùng pháo của những chiếc trực thăng Apache đã phá hủy rất nhiều xe tăng, xe thiết giáp địch.
Ngày nay, máy bay trực thăng chiến đấu còn được cải thiện tinh vi hơn nữa, và chiếc AH-64D Apache Longbow đã chứng minh khả năng với nhiều công nghệ tiên tiến sẽ được áp dụng trên những chiếc trực thăng chiến đấu tương lai. Người Nga hiện đang phát triển chiếc Ka-50, và Mi-28, chúng gần như tương đương nhau  dù những chiếc trực thăng này không được kết nối với một hệ thống chỉ huy và điều khiển ở mức độ cao như của Hoa Kỳ. Tuy nhiên, về thao diễn những chiếc trực thăng Nga bay nhanh hơn và được xem là một trong những trực thăng tấn công nhanh nhẹn và cơ động nhất từng được chế tạo. Những nhà nghiên cứu trực thăng chiến đấu cảm thấy rằng việc được kết nối với một hệ thống là yêu cầu đối với bất kỳ một quân đội hiện đại nào, bởi các trực thăng chiến đấu ngày càng được tích hợp trở thành một phần trong một hệ thống hỗ trợ được kết nối với nhau trong hầu hết các quân đội trên thế giới.

### Những bài học có được về các giới hạn của các trực thăng chiến đấu độc lập
Có lẽ một trong những điều tốt nhất rút ra được từ cuộc tấn công thất bại vào những chiếc xe tăng ở Karbala, Iraq, là chiếc AH-64 quả thực có khả năng tồn tại tốt ngay cả khi đã bị hư hại. Một trong những điều tồi nhất rút là được là những chiếc trực thăng chiến đấu, khi không có SEAD (Triệt hạ Phòng không Đối phương) kết hợp, không thể thâm nhập một khu vực phòng thủ đã được cảnh báo.
Ngày 24 tháng 3 năm 2003, Quân đoàn V Hoa Kỳ tung ra một cuộc tấn công, với 32 chiếc Apache, vào Sư đoàn thiết giáp Medina tại Karbala, với một kế hoạch tấn công phải bay qua vùng Karbala. "Các quan chức quân đội hiện tin tưởng rằng các vùng tập hợp không quân mà Quân đội đã lập ra ở xa mạc Iraq đã bị quân trinh sát địch giám sát, và địch quân đã biết trước về những chuẩn bị cho trận đánh vào đêm ngày 24." Chỉ huy quân đoàn đã nói với các phóng viên rằng những phân tích sau cuộc tấn công cho thấy quân trinh sát Iraq đã báo động phòng thủ bằng những chiếc điện thoại di động.
Khi họ tiếp cận, hệ thống điện ở Karbala bị cắt, và đêm rất tối. Những chiếc Apache rơi vào lưới lửa phòng không dày đặc. Một chiếc bị bắn hạ (phi đội được giải cứu), và nhiều chiếc khác bị thiệt hại tới mức cuộc tấn công phải bị hủy bỏ.
Hai ngày sau đó, quân đội một lần nữa sử dụng những chiếc Apache để tiến hành một cuộc tấn công sâu ban đêm. Tuy nhiên, chiến thuật sử dụng rất khác so với chiến thuật ngày 24 tháng 3. Mục tiêu đã đạt được, "Các kết quả của cuộc tấn công là đáng kể, nếu không nói là tuyệt vời; bảy súng phòng không của Iraq bị phá huỷ, cùng với ba hệ thống pháo, năm radar, và 25 xe cộ hay các hệ thống vũ khí khác. Không một chiếc Apache nào bị bắn hạ. Một thời gian ngắn sau đó, Sư đoàn Bộ binh số 3 đã tiến qua Medina trên đường tiến về Baghdad."
Ngày 26 tháng 3, các hệ thống khác đã hộ trợ cuộc tấn công, bắt đầu bằng bốn phút nã pháo để làm các pháo thủ địch mất tập trung. Khi những chiếc trực thăng bay qua vùng Najaf, ánh sáng lại biến mất, và lửa đạn ngày càng dày đặc khi họ tiếp cận mục tiêu.
Hai điều khác nhau đã được thực hiện. "Những chiếc Apache bắn trả khi bay chứ không sử dụng kiểu chiến thuật thông thường của quân đội là lượn lờ trên chiến địa. Điều này khiến chúng khó bị trúng đạn hơn nhưng tỷ lệ bắn trúng mục tiêu đối phương cũng thấp hơn." Tương tự, những chiếc máy bay chiến đấu cánh cứng hỗ trợ và bảo vệ cho những chiếc Apache và tiêu diệt các điểm phòng không đối phương. Khi những chiếc trực thăng tiến vào, chúng thông báo qua rario địa điểm các mục tiêu phòng không cho những chiếc máy bay chiến đấu.
Cuộc tấn công ngày 24 hiện vẫn được phân tích, các sĩ quan không quân cho rằng chỉ riêng chiếc AH-64 không thể đảm đương hiệu quả nhiệm vụ tấn công sâu mà không có hỗ trợ từ máy bay thông thường. Các nhà phân tích khác cho rằng nhiệm vụ này đã bị lên kế hoạch tồi và quân Iraq có thông tin trinh sát tốt về con đường tấn công của kẻ địch. Thật vậy, nhiệm vụ của trực thăng Apache nói chung đã được chuyển từ tấn công sâu sang hỗ trợ trực tiếp cho bộ binh.

### Các biến thể dùng cho các chiến dịch đặc biệt
Trong 20 năm qua USSOCOM đã phát triển máy bay chiến đấu vũ trang cho các lực lượng đặc biệt, sử dụng chiếc MH-60. Những chiếc máy bay này được dùng như một yếu tố tấn công cùng các lực lượng đặc biệt để dọn sạch, hay để vận chuyển lực lượng đặc biệt và hỗ trợ họ trên mặt đất. Chúng đã được sử dụng thành công (với sự buồn bực của CINC CENTCOM) trong Scud Hunt.
Các Chiến dịch Quân sự Đặc biệt khác gồm MH-6 và AH-6 "Little Birds". MH-6 mang nhân viên lực lượng đặc biệt trên ghế bên ngoài máy bay, từ đó họ có thể di động nhanh chóng. AH-6 dùng cho hỗ trợ hỏa lực tầm gần. Máy bay trực thăng tầm trung MH-47 đã được sử dụng để chuyên chở lực lượng đặc biệt với những chiếc Land Rover chiều dài cơ sở lớn và các phương tiện khác vào và ra khỏi khu vực thực hiện nhiệm vụ.
Với các phi vụ đặc biệt tầm xa, Không quân sử dụng máy bay trực thăng MH-53 Pave Low, với nhiều hệ thống điện tử hàng không cho hoa tiêu, bay ở độ cao thấp, và chiến tranh điện tử. Nó cũng có thể được tái nạp nhiên liệu trên không.

## Model
Các loại hiện đại gồm:
- AH-1 Cobra
  - AH-1 SuperCobra
  - AH-1Z Viper
- Mil Mi-24
- AH-64 Apache
  - Westland WAH-64 Apache
- Agusta A129 Mangusta
- Eurocopter Tiger
- Mil Mi-28 Havoc
- Kamov Ka-50
  - Kamov Ka-52 Alligator
- Denel Rooivalk
- HAL Light Combat Helicopter
- CAIC WZ-10
- Kawasaki OH-1
- AH-6 Little Bird
- RAH-66